# جوان ماليت
جوان ماليت ( حوالي 1510 - 2 يوليو 1549) كانت صائدة ساحرات إسبانية مسيحية من أصل موريسكي في كاتالونية، عملت في كاتالونيا وأراغون وفالنسيا في منتصف القرن السادس عشر.

## السيرة
ولدت جوان ماليت في مدينة فليكس [الإنجليزية]، في منطقة لو إيبرو في إمارة كاتالونيا ، لعائلة مسلمة مدجنة، تنصرت. كان والده، الذي قيل إنه أُدين بتهمة قتل أحد النبلاء، رجلًا عنيفًا للغاية، حيث قام ذات مرة بضرب جوان إلى درجة جعلتها عرجاء مدى الحياة. وتعلمت جوان أيضًا بعض المهارات كنجار وعاشت في فقر مدقع.
في ألكانيز، أراغون، حافظ مالييت على علاقة جنسية مع امرأة ادعت أنها ساحرة ويُزعم أنها علمته مهاراتها، وبالتالي أصبح مالييت تُعرف باسم (السيد مالييت - mestre Malet). بدأت حياتها المهنية المستقلة صائدة ساحرات في قرية أرنيس [الإنجليزية]، في منطقة لو إيبرو في كاتالونيا، حيث حاولت الإبلاغ عن امرأتين ادعتا أنهما ساحرتان، على الرغم من أنه انتهى بها الأمر إلى نبذ مثل هذه الاتهامات عندما هددها القرويون المحليون بالقتل. ثم هربت جوان ماليت إلى أراغون، حيث أُلقي القبض عليها في نهاية المطاف بتهمة الشعوذة في محاكم التفتيش في سرقسطة، ثم أُطلق سراحها بشرط ألا تمارس السحر مرة أخرى.
عادت إلى كتالونيا وذهب إلى طرطوشة، حيث عرض خدماتها على أسقف طرطوشة الكاثوليكي [الإنجليزية]  لتعمل صائدة ساحرات، وبالتالي بدأت عهدًا حقيقيًا من الإرهاب في جميع أنحاء كتالونيا؛ حيث أدانت العشرات من النساء بشكل تعسفي باعتبارهن ساحرات، ثم تعرضن للتعذيب والإعدام شنقًا، حيث كانت محاكم التفتيش فقط هي التي يمكنها إدارة الموت بالحرق كعقوبة إعدام.
انتهت حملتها في المنطقة عندما حاول كبير محققي برشلونة، دييغو دي سارمينتو إي سوتومايور، إرجاع الوضع تحت السيطرة من خلال استدعاء مجلس من رجال القانون واللاهوتيين من الإمارة في 24 حزيران 1548 من أجل تحديد كيفية الحكم بشكل صحيح على جميع النساء المتبقيات اللاتي قُبض عليهن بعد اتهام ماليت لهن بالسحر، الذي بقي بدوره في برشلونة كشاهد محمي. ولذلك، ابتداءً من السابع من أكتوبر/تشرين الأول من ذلك العام، أرسلت بلدات طركونة ومنطبلق [الإنجليزية] وغيرهما من البلدات الكاتالونية هؤلاء النساء إلى برشلونة حتى تتمكن محاكم التفتيش هناك من محاكمتهن.
ونظرًا لأن شهادة مالييت فقط هي التي قُدمت كدليل على اعتقال هؤلاء النساء، فإن الصعوبات المختلفة التي واجهتها محاكم التفتيش من أجل معالجة قضايا أكثر من 40 متهمةً، والأوامر الصادرة من مقر محاكم التفتيش في بلد الوليد والتي تطالب بمراجعة العمليات، وأخيرًا حقيقة أن سارمينتو أمر بإعدام ستة من هؤلاء النساء حرقًا علنًا على المحك دون تأكيد من محكمة التفتيش العليا على الحكم؛ دفعت المحكمة العليا في نيسان 1549 إلى إرسال المحقق فرانسيسكو دي فاكا إلى برشلونة من أجل تفتيش الوضع بأكمله. وأدت التقارير التي أرسلها دي فاكا إلى بلد الوليد بشأن الإجراءات القضائية الاحتيالية إلى إيقاف العمليات القضائية المحلية المتبقية وإطلاق سراح النساء المعتقلات المتبقيات من السجن على شرط إبقائهن ضمن التحقيق.
فرّت مالييت إلى بلنسية في الأشهر التالية، واستمرت في العمل هناك صائدة ساحرات مدةً حتى ألقت محاكم التفتيش البلنسية القبض عليها وأرسلتها إلى برشلونة بتهمة الشعوذة، حيث أعدمتها محاكم التفتيش في 2 تموز 1549.

## الفهرس
- Revista Sàpiens، الشخصيات: حياة وموت جوان ماليت، أول قاتل كتالونيا ، أوغوستي ألكوبيرو. ( https://www.sapiens.cat/temes/personatges/joan-malet-el-primer-cacador-de-bruixes-de-catalunya_200540_102.html )

## روابط خارجية
- تقرير تاريخي بقلم مارك بونس في المجلة الرقمية الكاتالونية El Nacional ، باللغة الإسبانية . ( https://www.elnacional.cat/es/cultura/joan-malet-el-cazador-de-brujas-cazado_591261_102.html )
- مقابلة مع الصحفية سيباستيا داربو حول حياة جوان ماليت، في البرنامج التلفزيوني بن تروباتس ، من قناة La Xarxa de Comunicació التلفزيونية المحلية . ( http://www.alacarta.cat/ben-trobats/tall/el-cacador-de-bruixes )